# Fmt

fmt — unix-утилита, переформатирует каждый абзац в файле(-ах) и выводит на стандартный вывод.
В отличие от команды par, поддержку Юникода не имеет и не может выравнивать по формату.

## Использование
- fmt [-ЦИФРЫ] [КЛЮЧ]… [ФАЙЛ]…

## Параметры запуска в GNU
-c, --crown-margin
сохранять отступы двух первых строк
-p, --prefix=СТРОКА
форматировать только строки, начинающиеся со СТРОКИ, сохраняя при этом префикс строк
-s, --split-only
разбивать длинные строки, но не заполнять
-t, --tagged-paragraph
отступ первой строки отличен от отступа второй
-u, --uniform-spacing (соответствует -s в BSD)
один пробел после слова, два после предложения
-w, --width=ЧИСЛО
максимальная ширина строки (по умолчанию 75 столбцов)

## Пример использования
При отправке следующего текста
```
Lorem ipsum dolor sit amet, consectetuer adipiscing elit. Curabitur dignissim venenatis pede. 
Quisque dui dui, ultricies ut, facilisis non, pulvinar non,purus. 
Duis quis arcu a purus volutpat iaculis. Morbi id dui in diam ornare dictum. 
Praesent consectetuer vehicula ipsum. Praesent tortor massa, congue et, ornare in, posuere eget, pede.
```

команде fmt -w 50, текст будет переформатирован следующим образом:
```
Lorem ipsum dolor sit amet, consectetuer
adipiscing elit. Curabitur dignissim venenatis
pede. Quisque dui dui, ultricies ut, facilisis
non, pulvinar non, purus. Duis quis arcu a
purus volutpat iaculis. Morbi id dui in diam
ornare dictum. Praesent consectetuer vehicula
ipsum. Praesent tortor massa, congue et, ornare
```